# Bafanji jezik
Bafanji jezik (bafangi, bafanyi, chuufi, nchufie; ISO 639-3: bfj), nigersko-kongoanski jezik skupine wide grassfields, kojim govori 17 000 ljudi (2008) u kamerunskoj provinciji Northwest, južno od Ndopa.
Sličan je jezicima bamali [bbq], bamenyam [bce] i bambalang [bmo] s kojima uz još neke jezike pripada podskupini nun.

## Vanjske poveznice
- Ethnologue (14th)
- Ethnologue (15th)